# Salvatore Micillo
Salvatore Micillo (Villaricca, 20 febbraio 1980) è un politico italiano, deputato alla Camera dal 2013 per il Movimento 5 Stelle.

## Biografia
Laureatosi in Scienze Internazionali e Diplomatiche, con una tesi di laurea in Sistemi economici comparati dal titolo: "Le Nuove sfide dell'internalizzazione, la concorrenza cinese e le esportazioni Italiane". Successivamente ha prestato esperienza sui mercati esteri alle aziende locali, per poter vendere prodotti in tutto il mondo tramite gli strumenti dell'e-commerce.

## Attività politica
Nel gennaio 2008 fonda e si iscrive al Meetup Amici di Beppe Grillo di Giugliano in Campania, che diventa quello del Movimento 5 Stelle, impegnandosi sul territorio in prima linea nella lotta contro le discariche nelle Terre dei fuochi.
Alle elezioni regionali in Campania del 2010 è stato candidato tra le liste dei 5 Stelle, nella mozione di Roberto Fico (futuro presidente della Camera), tuttavia senza essere eletto.
In vista delle elezioni politiche del 2013, partecipa alle "Parlamentarie" dei 5 Stelle (consultazione online per le candidature al parlamento), dove viene selezionato per essere candidato. Alle politiche 2013 viene candidato per il Movimento 5 Stelle (M5S) alla Camera dei deputati, ed eletto nella circoscrizione Campania 1. Nella XVII legislatura della Repubblica è stato componente della 2ª Commissione Giustizia, oltre che membro dell'8ª Commissione Ambiente, Territorio e Lavori pubblici, dove ha ricoperto nel 2015 l'incarico di capogruppo per il M5S.
Il 9 agosto 2015 Legambiente gli riconosce il premio "Ambiente e Legalità 2015", visto il suo impegno in Camera nel cercare di far diventare legge gli eco-reati.
Alle elezioni politiche del 2018 viene candidato nel collegio uninominale di Giugliano in Campania alla Camera dei deputati per il Movimento 5 Stelle, dove viene rieletto deputato con il 57,92% dei voti.
In seguito alla nascita del governo Conte I tra il Movimento 5 Stelle e la Lega, il 13 giugno 2018 è stato nominato sottosegretario di Stato al Ministero dell'ambiente e della tutela del territorio e del mare dal Consiglio dei ministri, carica che ha mantenuto fino alla fine del governo Conte I il 5 settembre 2019.